# Anapoima
Anapoima es un municipio colombiano del departamento de Cundinamarca, ubicado en la provincia del Tequendama; se encuentra a 87 km al sur-occidente de Bogotá.

## Toponimia

### Origen lingüístico[4]
- Familia lingüística: Caribe
- Lengua: Panche

### Significado
Como muchas otras lenguas, ésta fue exterminada sin siquiera dejar registros documentales para esbozar algún acercamiento a la conformación semántica de este nombre de lugar.

### Origen / Motivación
El nombre nace en la creencia religios precolombina de la leyenda de la princesa Hanna y el cacique Poyma, jerarcas de la comunidad indígena panche, quienes se unieron en casamiento y fundaron un pueblo al cual se le dio el nombre de Hanna-Poyma. Con el paso del tiempo la voz cambió a la actual Anapoima.

## Historia
De acuerdo con la leyenda local, la princesa indígena Hanna de Luchuta y el cacique Poyma se casaron y fundaron con los suyos un pueblo, al cual en testimonio de cariñoso recuerdo se le dio el nombre de Hanna-Poyma, palabras que al juntarse en la pronunciación se simplificaron en Anapoima. También se dice que un cura doctrinero de Tena que por allí pasó alguna vez aconsejó al cacique Poyma que hiciera las casas del poblado más juntas, pues estando demasiado apartadas sus moradores no podrían defenderse del enemigo. Y así lo hizo y se formó el poblado.
Para fundar un nuevo pueblo de indios, formado por los tres repartimientos en que se subdividía el poblamiento de Anapoima y por otros tres de la Payma, se escogió la Mesa de Antonio Mexía o de San Juan, así llamada por haber sido del encomendero de ese nombre, lo cual se verificó por auto del 10 de agosto de 1627 dado en Tocaima, firmado por el doctor Lesmes de Espinosa Sarabia: «Ante mí, Rodrigo Zapata».
La población de la Mesa de Mexía o de San Juan estaba situada al occidente del actual municipio de Anapoima, en una pequeña elevación de terreno que da vista al río Apulo, formada dentro del ángulo de confluencia de este y el río Bogotá. Pero no prosperó porque sus tierras no eran tan buenas como las que habían dejado ni a los indios les gustaba vivir fuera de las suyas propias. Y así, desde un comienzo vivieron reclamando su devolución hasta el 14 de junio de 1678, cuando la Real Audiencia, atendiendo sus razones y lo expuesto por el Protector de Naturales, profirió auto ordenando reintegrar a sus primitivos asientos a los indígenas Anapoimas y Paimas, con lo cual aquella población quedó abandonada y se extinguió sin dejar rastro. Para su adoctrinamiento fueron agregados a la iglesia del trapiche y estancia de Francisco Ortiz Carvajal ya mencionada, cuya localización sobre el terreno no se precisa.
Prueba de esas protestas fue el auto de 21 de febrero de 1634 de la Real Audiencia, que mandó volver a sus primitivos asientos a los de Payma de Luchuta, que también estaban poblados allí, aunque no figuraron en el acta de 10 de agosto. Dice al respecto:  «... que sin embargo de lo proveído por el señor Oidor Visitador y de la provisión despachada por esta Real Audiencia, estos indios de Payma de Luchuta sean doctrinados en la segunda parroquia de los aposentos de Francisco Ortiz Carvajal».
El 23 de agosto de 1686 se reconocieron los resguardos de Anapoima como fueron adjudicados en 1627, que eran «desde la raíz de un árbol guásimo» bajando a la quebrada El Totumo hasta la confluencia de ésta en el río Bogotá, y por otro lado desde dicha raíz hasta las Juntas, lindando con tierras de Lutaima. En este mismo año, vista la disminución de los indios del pueblo de Anapoima, D. Francisco Álvarez de Velazco pidió se le adjudicaran tierras de su resguardo. Por entonces se informaba que en el trapiche que por allí tenía sólo quedaban seis o siete indios.
En 1725 existían los partidos de Payma y Caladayma dependientes de Anapoima, única población entre Tocaima y el Guayabal de la Mesa. Paima, dice Carranza, estaba en la hoya del río Apulo y tenía alcalde pedáneo.
Felipe Pérez, en su Geografía de Cundinamarca, dice que la parroquia de Anapoima se creó en 1760, o sea el pueblo de blancos, al extinguirse los indios. La forma alargada del poblado, que estaba erigido sobre una sola calle, se debe a que las casas las hicieron a lado y lado del Camino Real de Tocaima a Guayabal de Síquima.

## Geografía

### Límites municipales
Anapoima se delimita con los siguientes municipios:
| Noroeste: Quipile y Jerusalén | Norte: La Mesa | Nordeste: La Mesa |
| Oeste: Apulo (Río Apulo)      |                | Este: El Colegio  |
| Suroeste: Apulo               | Sur: Apulo     | Sureste: Viotá    |

## División Político-Administrativa
Además de su Cabecera municipal, tiene bajo su jurisdicción los siguientes centros poblados: La Paz, Patio Bonito y San Antonio de Anapoima
Además, el municipio está compuesto con las siguientes veredas:
Andalucía, Apicata, Calichana, Circasia, El Cabral, El Consuelo, El Higuerón, El Rosario, El Vergel, Golconda, Guasima, La Chica, La Esmeralda, La Esperanza, Las Mercedes, ía, Providencia Mayor, San Antonio, San José, San Judas, Santa Ana, Santa Bárbara, Santa Lucía y Santa Rosa.

## Turismo

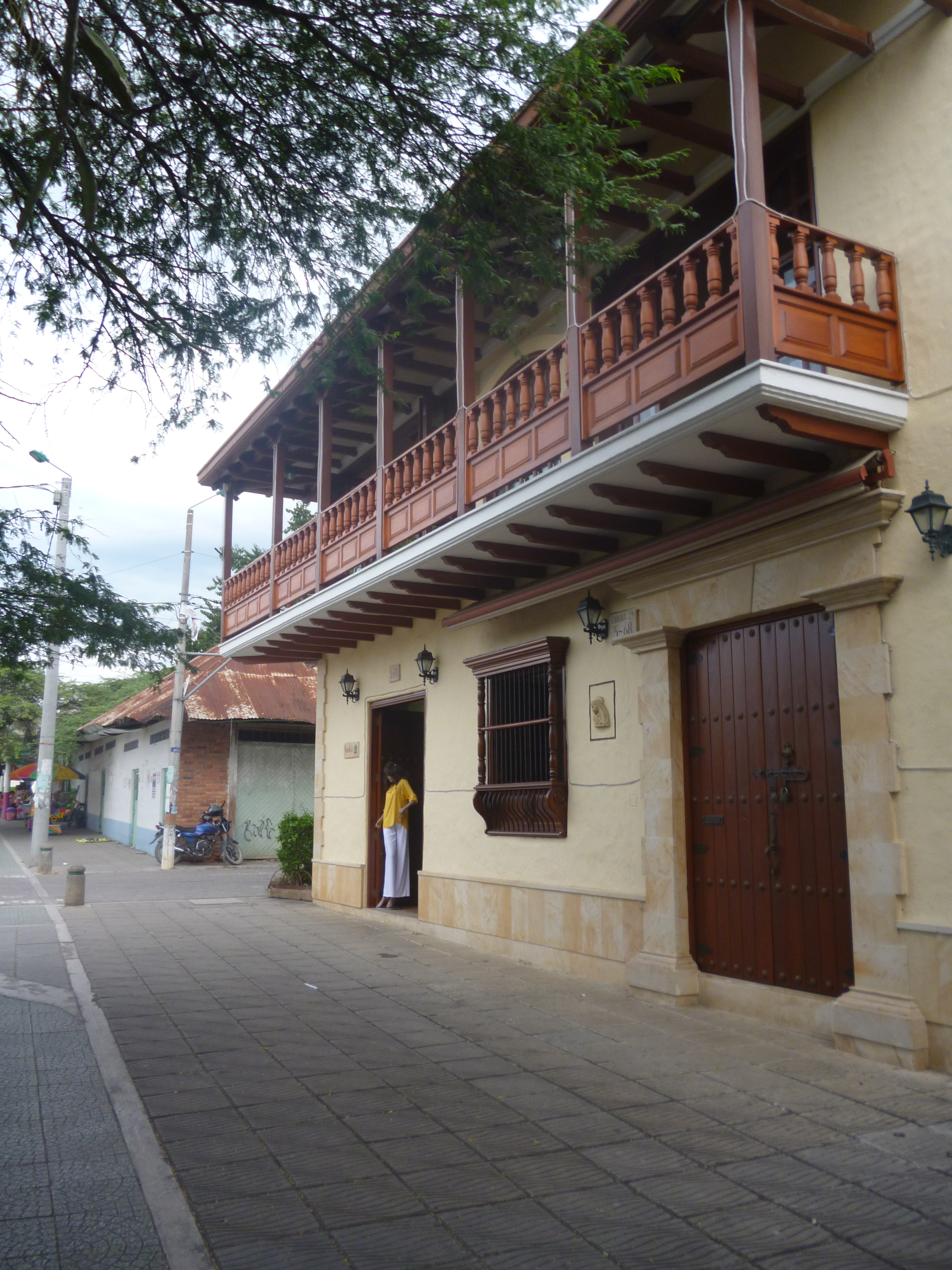
Casa colonial en el centro histórico de Anapoima.

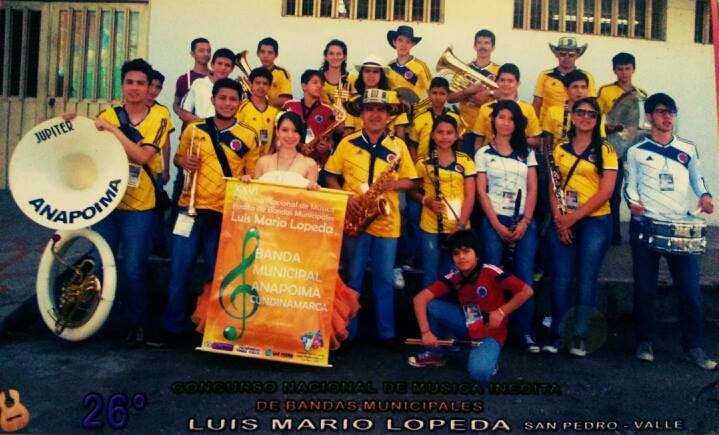
Banda sinfónica de Anapoima (año 2014).

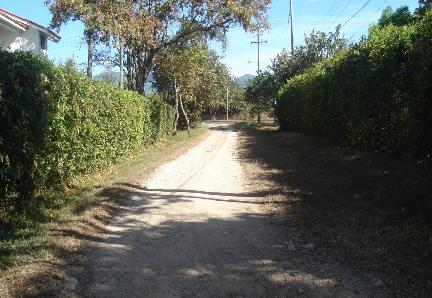
Entrada desde la carretera Anapoima-La Mesa al Camino Real de Las Delicias.

- Encuentro Nacional de danzas folclóricas "Danzando con el Sol".
- Encuentro Nacional De Bandas Musicales "Pedro Ignacio Castro Perilla".
- Clásica de Anapoima:  Competencia ciclística de Ruta.

### Caminatas al aire libre
Camino Real Las Delicias: Para quienes disfrutan de una buena caminata al aire libre Anapoima ofrece muchas alternativas, entre las cuales se destacan las caminatas al aire libre. Los caminos reales, construidos por los españoles durante la época de la Colonia, se levantaron en muchas ocasiones sobre los caminos que los indígenas habían construido como medio de comunicación y transporte terrestre. Su objetivo era facilitar el desplazamiento de hombres, caballos, bueyes, mulas e indios cargueros.
El Camino Real de Las Delicias tiene una longitud aproximada de 1 km, atravesando la vereda La Chica. Su ingreso se localiza al costado oriental la carretera Anapoima - La Mesa, aproximadamente 12 km al sur del peaje San Pedro. El camino termina llegando al río Bogotá.
- Recomendaciones: Se sugiere transitar el camino entre las 7 a. m. y las 5 p. m., llevar tenis o botas adecuadas para caminar entre piedras y camino de tierra. En épocas lluviosas se pueden encontrar grandes cantidades de mosquitos, por lo cual lo más cómodo es aplicarse repelente antes de ingresar al camino. Se recomienda no arrojar basura en el recorrido y tampoco molestar a la fauna que se puede encontrar en el recorrido, como pequeñas lagartijas, sapos y culebras peligrosas para el ser humano.

## Movilidad
Por Anapoima se llega desde Soacha por la Avenida Indumil y luego por Tena y La Mesa por el noreste. También se llega por Girardot a través de Apulo por el suroccidente y desde Viotá por al sur por una vía terciaria.

## Gobierno
Las elecciones para la alcaldía se realizan el último domingo de octubre cada cuatro años. Los últimos alcaldes de Anapoima electos popularmente han sido:
- Héctor Antonio García Veloza (1988-1990; I periodo)
- Carlos Alberto Barriga Andrade (1990-1992; I periodo)
- Héctor Antonio García Veloza (1992-1994; II periodo)
- Pedro Alejo Sánchez (1995-1997)
- Héctor Antonio García Veloza (1998-2000; III periodo)
- Manuel Arturo Pava Salgado (2001-2002)
- Carlos Barbosa Malaver (2002-2004; I periodo)
- César Augusto Camargo Cardona (2004-2007)
- Carlos Barbosa Malaver (2008-2011 II periodo)
- Hugo Alexander Bermúdez Riveros (2012-2015; I periodo)
- Yair Rodríguez Espinosa (2016-2019)
- Hugo Alexander Bermúdez Riveros (2020-2023; II periodo)
- Camilo Andrés Ferro Calderón (2024-2027)

## Servicios públicos
- Energía Eléctrica: Enel, es la empresa prestadora del servicio de energía eléctrica.
- Gas Natural: Vanti es la empresa distribuidora y comercializadora de gas natural en el municipio.